# Hikuleo Fluctus
Hikuleo Fluctus is een lavastroom op de planeet Venus. Hikuleo Fluctus werd in 1997 genoemd naar Hikuleo, Tonga-godin van de onderwereld (Polynesië).
De fluctus heeft een lengte van 600 kilometer en bevindt zich in het quadrangle Pandrosos Dorsa (V-5).